# Juravoliopus sinuatus
Juravoliopus sinuatus (лат.) — ископаемый вид прямокрылых насекомых рода Juravoliopus из семейства Haglidae. Обнаружен в юрских отложениях Средней Азии (Кыргызстан, ?Таджикистан; Sulyukta Formation, Shurab II, Ditch 69, около 185 млн лет, плинсбахский ярус). Длина переднего крыла 47 мм, а его ширина — 17 мм. Вид Juravoliopus sinuatus был впервые описан в 1937 году советским палеоэнтомологом Андреем Васильевичем Мартыновым (1879—1938; ПИН РАН, Москва, СССР) под первоначальным названием Archaboilus sinuatus и вместе с таксонами Mesopolystoechus apicalis, Aboilus cellulosus, Archaboilus kisylkiensis, Archaboilus shurabicus, Choristopsyche tenuinervis, Cicadellopsis incerta, Diphtheropsis incerta, Eofulgoridium kisylkiense и другими новыми ископаемыми видами. Таксон Juravoliopus sinuatus включён в состав рода Juravoliopus Gorochov 1988 после ревизии юрских представителей надсемейства Hagloidea (Orthoptera).